# Ancylus lapicidus
Ancylus lapicidus is een slakkensoort uit de familie van de Planorbidae. De wetenschappelijke naam van de soort is voor het eerst geldig gepubliceerd in 1960 door Hubendick.